# ヒロセプロジェクト
ヒロセプロジェクト（HIROSE PROJECT）は神奈川県川崎市多摩区に本拠を構える芸能事務所である。
タレントのマネジメントなどの通常業務の他に、事務所社長が自ら作・演出を手がける事務所主催の演劇プロデュース公演を年4回ペースで開催している。
2023年9月に代表・ヒロセヤスタカが急病およびその後遺症のため業務を行うことができなくなり、ヒロセがただ一人の運営であることから復帰するまで無期限活動停止するとしている（2024年9月現在）。

## 公演作品
- 2005年11月 - 私たちの最初の一歩
- 2006年5月 - 小劇場だヨ!全員集合
- 2007年4月 - そして星空に願いをかける君の声
- 2008年3月 - 僕は僕なりに夢を見る
- 2008年9月 - 優しい魔法のとなえ方
- 2009年4月 - 明日の僕に出会うため
- 2009年9月 - あの星空に未来を描け!
- 2010年4月 -  虹の向こうに続く道
- 2010年10月 - One Night Magician
- 2011年4月 - いつか見上げた青い空
- 2011年11月 -  優しい魔法のとなえ方 2011
- 2012年4月 - スタンディングオベーションと雪の夜のラストシーン
- 2012年11月 - キミと星空に未来を描いた日
- 2013年4月 - 神様と過ごした10日間
- 2013年10月 - 明日行きの列車は今宵、満天の星の海を
- 2014年1月 - 不良少年と天使の恋の唄
- 2014年5月 - 明日、魔法使いになる方法
- 2014年7月 - 明日魔法外伝〜サミカを待ちながら〜
- 2014年11月 - 優しい魔法のとなえ方 2014
- 2015年1月 - いつか素敵なシネマのように
- 2015年5月 - キミと星空に未来を描いた日 2015
- 2015年7月 - ボクはボクなりに夢を見る
- 2015年11月 - 神様と過ごした10日間 2015
- 2016年1月 - 不良少年と天使の恋の唄 2016
- 2016年5月 - アシタボシ 2016
- 2016年8月 - 彼女はきっと魔法を使う
- 2016年12月 - 明日、魔法使いになる方法 2016
- 2017年2月 - 彼女はきっと魔法を使う 2017
- 2017年6月 - 優しい魔法のとなえ方 2017
- 2017年8月 - いつか素敵なシネマのように 2017
- 2017年12月 - キミと星空に未来を描いた日 2017
- 2018年3月 - 神様と過ごした10日間 2018
- 2018年5月 - 不良少年と天使の恋の唄 2018
- 2018年8月 - アシタボシ 2018
- 2018年11月 - 優しい魔法のとなえ方 2018
- 2019年3月 - 明日、魔法使いになる方法 2019
- 2019年5月 - 彼女はきっと魔法を使う 2019
- 2019年8月 - キミと星空に未来を描いた日 2019
- 2019年11月 - 神様と過ごした10日間 2019
- 2020年1月 - 優しい魔法のとなえ方 2020
- 2020年8月 - 明日、魔法使いになる方法 2020
- 2020年11月 - アシタボシ2020

## 主な所属者
- イキカズマ
- 高藤ひかる

## ユニット
- SMaRT with RUKA
- こすもす
- みるきぃWAY TRAIN(SMaRT Jr.)

## 主な作曲者
- 秋山浩司（Akky!!）

## シリーズの主要人物
サミカ
神様である少女。人々を幸せにするために宇宙各地を転々と渡り歩いている。
明石純平
ロックバンド『Stawberry Fields』ギターを得て、芸能事務所『明石プロジェクト』の社長となり、アイドルユニット『南のひとつ星』を育てる。
江戸川直人
ロックバンド『Stawberry Fields』ベース。解散後は故郷でケーキ屋を経営。